# Onzième circonscription de la préfecture de Chiba
La onzième circonscription de la préfecture de Chiba (千葉県第11区, Chiba-ken dai-jū-ikku) est l'une des quatorze circonscriptions législatives que compte la préfecture de Chiba au Japon.

## Description géographique
Entre 1994 et 2013, la onzième circonscription de la préfecture de Chiba regroupait les villes de Mobara, Tōgane et Katsuura et les districts de Sanbu, Chōsei et Isumi.
Entre 2013 et 2022, elle réunissait les villes de Mobara, Tōgane, Katsuura, Sanmu, Isumi et Ōamishirasato, les districts de Chōsei et Isumi et les bourgs de Shibayama, Kujūkuri et Yokoshibahikari dans le district de Sanbu.
Depuis 2022, elle comprend les mêmes unités administratives et le district de Sanbu dans son entier,.

## Députés
| Législature | Début de mandat | Fin de mandat | Député élu  | Parti politique | Parti politique |
| ----------- | --------------- | ------------- | ----------- | --------------- | --------------- |
| 41e         | 1996            | 2000          | Eisuke Mori |                 | PLD             |
| 42e         | 2000            | 2003          | Eisuke Mori |                 | PLD             |
| 43e         | 2003            | 2005          | Eisuke Mori |                 | PLD             |
| 44e         | 2005            | 2009          | Eisuke Mori |                 | PLD             |
| 45e         | 2009            | 2012          | Eisuke Mori |                 | PLD             |
| 46e         | 2012            | 2014          | Eisuke Mori |                 | PLD             |
| 47e         | 2014            | 2017          | Eisuke Mori |                 | PLD             |
| 48e         | 2017            | 2021          | Eisuke Mori |                 | PLD             |
| 49e         | 2021            | 2024          | Eisuke Mori |                 | PLD             |
| 50e         | 2024            | -             | Eisuke Mori |                 | PLD             |